# Mount Olive

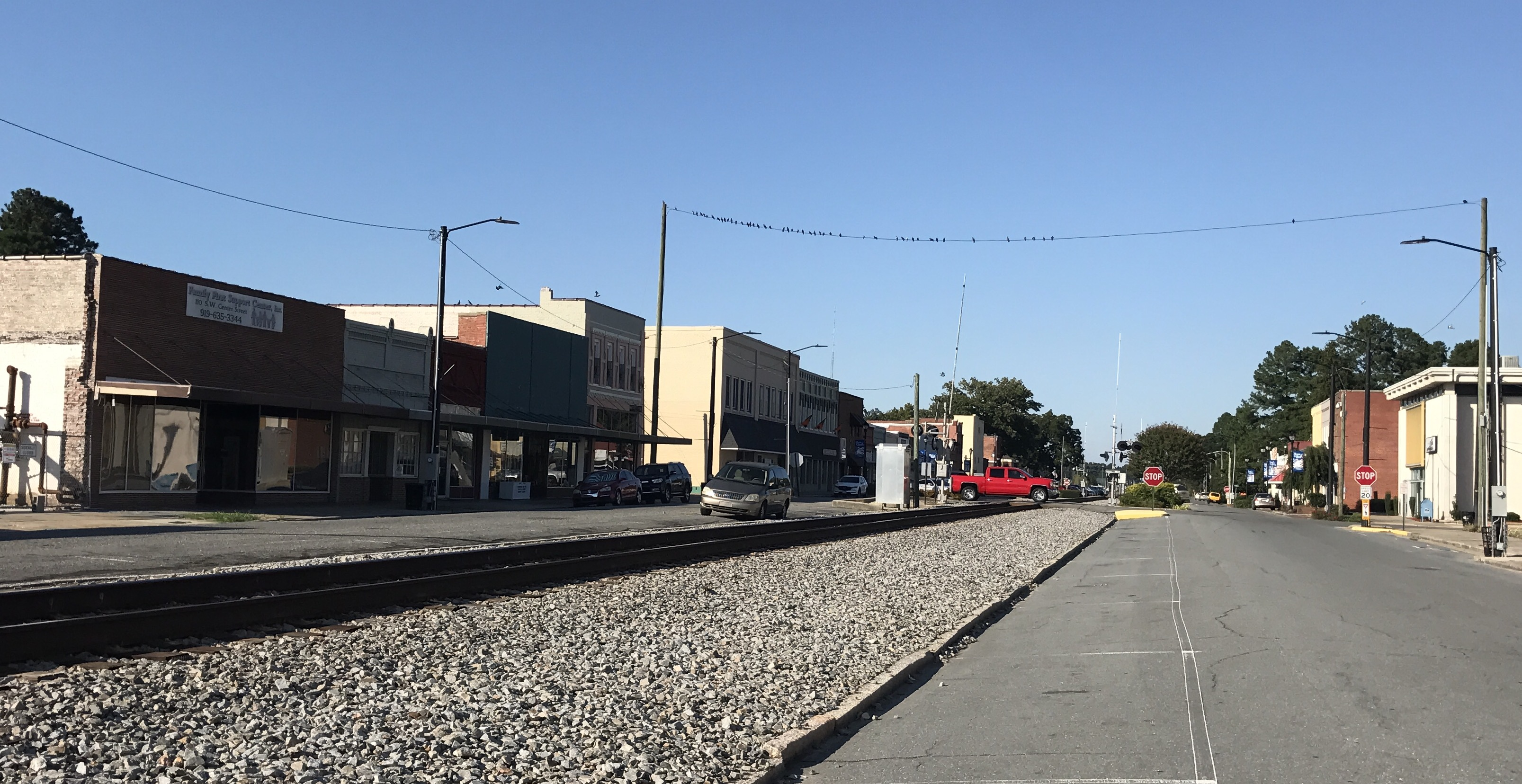
Mount Olive

Pour les articles homonymes, voir Mount Olive (homonymie).
Mount Olive est une ville américaine située dans les comtés de Wayne et de Duplin dans l'État de Caroline du Nord. En 2010, sa population était de 4 589 habitants, dont une majorité d'Afro-Américains.

## Démographie
| Groupe            | Mount Olive | Caroline du Nord | États-Unis |
| ----------------- | ----------- | ---------------- | ---------- |
| Afro-Américains   | 50,5        | 21,5             | 12,6       |
| Blancs            | 40,4        | 68,5             | 72,4       |
| Autres            | 6,1         | 4,4              | 6,4        |
| Métis             | 1,7         | 2,2              | 2,9        |
| Amérindiens       | 0,8         | 1,3              | 0,9        |
| Asiatiques        | 0,4         | 2,2              | 4,8        |
| Total             | 100         | 100              | 100        |
|                   |             |                  |            |
| Latino-Américains | 9,2         | 8,4              | 16,7       |

Selon l'American Community Survey, pour la période 2011-2015, 80,06 % de la population âgée de plus de 5 ans déclare parler anglais à la maison, alors que 11,14 % déclare parler l'espagnol, 8,08 % un créole haïtien et 0,71 % une autre langue.
| 1890 | 1900 | 1910  | 1920  | 1930  | 1940  |
| ---- | ---- | ----- | ----- | ----- | ----- |
| 393  | 617  | 1 071 | 2 297 | 2 685 | 2 929 |

| 1950  | 1960  | 1970  | 1980  | 1990  | 2000  |
| ----- | ----- | ----- | ----- | ----- | ----- |
| 3 732 | 4 673 | 4 914 | 4 876 | 4 582 | 4 567 |

| 2010  | - | - | - | - | - |
| ----- | - | - | - | - | - |
| 4 589 | - | - | - | - | - |

## Personnalité liée à la ville
- Steve McNair
- Hank Williams

## Source de la traduction
- (en) Cet article est partiellement ou en totalité issu de l’article de Wikipédia en anglais intitulé « Mount Olive, North Carolina » (voir la liste des auteurs).

1. ↑  (en) « Mount Olive, NC Population - Census 2010 and 2000 », sur censusviewer.com.
2. ↑  (en) « Population of North Carolina - Census 2010 and 2000 ».
3. ↑  (en) « Language spoken at home by ability to speak english for the population 5 years and over », sur factfinder.census.gov.
4. ↑  (en) « Statistiques des États-Unis - Caroline du nord - Profils des communautés de 2010 » (consulté en novembre 2020)